# Vans Warped Tour Compilation 2003
Vans Warped Tour Compilation 2003 es el octavo disco que recopila a los grupos que actuaron en el Warped Tour, en esta ocasión de su edición de 2003. Side One Dummy vuelve a comercializar el álbum.

## Listado de canciones

### Disc 1
1. The Suicide Machines - "Your Silence" - 2:51
2. The Used - "Just a Little" - 3:28
3. NOFX - "Glass War" - 1:59
4. Less Than Jake - "A.S.A.O.K." - 2:07
5. Thrice - "Under a Killing Moon" - 2:42
6. Slick Shoes - "Darko" - 2:31
7. No Use for a Name - "Any Number Can Play" - 2:38
8. Tsunami Bomb - "20 Going On..." - 4:03
9. Face to Face - "Anybody Listening" - 2:25
10. Rufio - "Science Fiction" - 3:04
11. Glassjaw - "Mu Empire" - 3:46
12. Poison the Well - "Pieces of You in Me" - 3:01
13. Letter Kills - "Don't Believe" - 2:57
14. Yellowcard - "Finish Line" - 3:45
15. Jackson - "All the Way" - 2:07
16. Senses Fail - "Bloody Romance" - 3:49
17. Stairwell - "Boxcar" - 3:34
18. Story of the Year - "And the Hero Will Drown" - 3:14
19. Useless ID - "Bring Me Down" - 1:55
20. Matchbook Romance - "Hollywood and Vine" - 2:46
21. The Early November - "Every Night's Another Story" - 2:46
22. Motion City Soundtrack - "My Favorite Accident" - 3:20
23. Kicked in the Head - "Disregard the Runner-Up" - 3:17
24. S.T.U.N. - "Movement" - 2:59
25. Avoid One Thing (con Matt Skiba) - "Pop Punk Band" - 2:04
26. Taking Back Sunday - "Your Own Disaster" - 4:47

### Disc 2
1. The Bouncing Souls - "Born Free" - 1:24
2. Dropkick Murphys - "Walk Away" - 2:51
3. Swingin' Utters - "Glad" - 2:09
4. The Casualties - "Made in NYC" - 2:25
5. Rise Against - "Like the Angel" - 2:46
6. Audio Karate - "Nintendo 89" - 3:38
7. Simple Plan - "You Don't Mean Anything" - 2:28
8. Lagwagon - "Falling Apart" - 2:40
9. The Unseen - "False Hope" - 2:08
10. The Briggs - "Media Control" - 3:07
11. Me First and the Gimme Gimmes - "Harder They Come" - 2:26
12. None More Black - "Dinner's for Suckers" - 1:49
13. Maxeen - "Strangers" - 2:40
14. Allister - "Somewhere on Fullerton" - 2:39
15. Mad Caddies - "Drinking for 11" - 3:54
16. Andrew W.K. - "Ready to Die" - 2:65
17. Coheed and Cambria - "Delirium Trigger" - 4:45
18. Avenged Sevenfold - "Darkness Surrounding" - 4:49
19. Death By Stereo - "These Are a Few of My Favorite Things" - 2:26
20. U.S. Bombs - "In & Out" - 2:50
21. Pistol Grip - "Broken Radio" - 3:35
22. Western Waste - "Burn Inside" - 3:27
23. Missing 23rd - "Till It's Gone" - 2:23
24. Authority Zero - "Solitude" - 2:50
25. Mest - "Rooftops" - 3:56
26. Cordalene - "Imaginary" - 3:33

- Datos: Q4018244